# Argynnis lilamarginata
Argynnis lilamarginata är en fjärilsart som beskrevs av Karl Schawerda 1928. Argynnis lilamarginata ingår i släktet Argynnis och familjen praktfjärilar. Inga underarter finns listade i Catalogue of Life.